# Empis pavesii
Empis pavesii är en tvåvingeart som beskrevs av Mario Bezzi 1895. Empis pavesii ingår i släktet Empis och familjen dansflugor. Inga underarter finns listade i Catalogue of Life.